# Adam Skałbania
Adam Skałbania (ur. 20 grudnia 1906 w Oblekoniu, zm. 1 stycznia 1986 w Warszawie) – polski duchowny katolicki, salezjanin, Sprawiedliwy wśród Narodów Świata.
Święcenia kapłańskie otrzymał w 1937 w Łodzi. Od 1942 dyrektor domu zakonnego w Głoskowie. W latach 1957–1963 proboszcz Parafii św. Stanisława Kostki w Płocku. W 2006 uhonorowany pośmiertnie tytułem Sprawiedliwy wśród Narodów Świata za pomoc i uratowanie w czasie okupacji życia dwóm żydowskim chłopcom. Pochowany na cmentarzu Bródnowskim w Warszawie (kwatera 71A-1-3).